# Gran Premi de Gran Bretanya del 1977
Resultats del Gran Premi de la Gran Bretanya de Fórmula 1 de la temporada 1977, disputat al circuit de Silverstone el 16 de juliol del 1977.

## Resultats
| Pos | No | Pilot                 | Equip                | Voltes | Temps/ Retirada          | Pos. de sortida | Punts |
| --- | -- | --------------------- | -------------------- | ------ | ------------------------ | --------------- | ----- |
| 1   | 1  | James Hunt            | McLaren - Ford       | 68     | 1h 31' 46. 06            | 1               | 9     |
| 2   | 11 | Niki Lauda            | Ferrari              | 68     | + 18.31 s                | 3               | 6     |
| 3   | 6  | Gunnar Nilsson        | Lotus - Ford         | 68     | + 19.57 s                | 5               | 4     |
| 4   | 2  | Jochen Mass           | McLaren - Ford       | 68     | + 47.76 s                | 11              | 3     |
| 5   | 8  | Hans Joachim Stuck    | Brabham - Alfa Romeo | 68     | + 1' 11.73 min.          | 7               | 2     |
| 6   | 26 | Jacques Laffite       | Ligier - Matra       | 67     | + 1 Volta                | 15              | 1     |
| 7   | 17 | Alan Jones            | Shadow - Ford        | 67     | + 1 Volta                | 12              |       |
| 8   | 19 | Vittorio Brambilla    | Surtees - Ford       | 67     | + 1 Volta                | 8               |       |
| 9   | 34 | Jean-Pierre Jarier    | Penske - Ford        | 67     | + 1 Volta                | 20              |       |
| 10  | 27 | Patrick Nève          | March - Ford         | 66     | + 2 Voltes               | 26              |       |
| 11  | 40 | Gilles Villeneuve     | McLaren - Ford       | 66     | + 2 Voltes               | 9               |       |
| 12  | 18 | Vern Schuppan         | Surtees - Ford       | 66     | + 2 Voltes               | 23              |       |
| 13  | 30 | Brett Lunger          | McLaren - Ford       | 64     | + 4 Voltes               | 19              |       |
| 14  | 5  | Mario Andretti        | Lotus - Ford         | 62     | Motor                    | 6               |       |
| 15  | 12 | Carlos Reutemann      | Ferrari              | 62     | + 6 Voltes               | 14              |       |
| Ret | 7  | John Watson           | Brabham - Alfa Romeo | 60     | Prob. amb el combustible | 2               |       |
| Ret | 20 | Jody Scheckter        | Wolf - Ford          | 59     | Motor                    | 4               |       |
| Ret | 28 | Emerson Fittipaldi    | Fittipaldi - Ford    | 42     | Accelerador              | 22              |       |
| Ret | 37 | Arturo Merzario       | March - Ford         | 28     | Transmissió              | 17              |       |
| Ret | 16 | Riccardo Patrese      | Shadow - Ford        | 20     | Pressió del combustible  | 25              |       |
| Ret | 4  | Patrick Depailler     | Tyrrell - Ford       | 16     | Frens                    | 18              |       |
| Ret | 15 | Jean-Pierre Jabouille | Renault              | 16     | Turbo                    | 21              |       |
| Ret | 10 | Ian Scheckter         | March - Ford         | 6      | Accident                 | 24              |       |
| Ret | 3  | Ronnie Peterson       | Tyrrell - Ford       | 3      | Motor                    | 16              |       |
| Ret | 23 | Patrick Tambay        | Ensign - Ford        | 3      | Part elèctrica           | 10              |       |
| Ret | 24 | Rupert Keegan         | Hesketh - Ford       | 0      | Accident                 | 13              |       |
| NVQ | 9  | Alex Ribeiro          | March - Ford         |        |                          |                 |       |
| NVQ | 22 | Clay Regazzoni        | Ensign - Ford        |        |                          |                 |       |
| NVQ | 38 | Brian Henton          | March - Ford         |        |                          |                 |       |
| NVQ | 36 | Emilio de Villota     | McLaren - Ford       |        |                          |                 |       |
| NVQ | 31 | David Purley          | LEC - Ford           |        |                          |                 |       |
| NVQ | 33 | Andy Sutcliffe        | March - Ford         |        |                          |                 |       |
| NVQ | 35 | Guy Edwards           | BRM                  |        |                          |                 |       |
| NVQ | 44 | Tony Trimmer          | Surtees - Ford       |        |                          |                 |       |
| NVQ | 45 | Brian McGuire         | McGuire - Ford       |        |                          |                 |       |
| NVQ | 32 | Mikko Kozarowitzky    | March - Ford         |        |                          |                 |       |

## Altres
- Pole: James Hunt 1' 18. 49

- Volta ràpida: James Hunt 1' 19. 600 (a la volta 48)